# Actinopus argenteus
Actinopus argenteus es una especie de araña migalomorfa pertenecientes a la familia Actinopodidae. Se distribuyen en las provincias de Santiago del Estero, Córdoba y Catamarca, en Argentina. Los machos se caracterizan por la coloración gris plateado en su abdomen, característica de la cual obtienen su nombre específico: argenteus (del latín plateado).